# Акаба (холм)
Ака́ба (араб. العقبة‎) — холм между Меккой и долиной Мина. В 620-х годах возле Акабы пророк Мухаммед принял присягу представителей мединских племён бану аль-Хазрадж и бану Аус.

## История
На этом месте произошли события, которые сыграли исключительную роль в распространении ислама. Здесь, в 621 году во время паломничества, 10 хазраджитов и 2 аусита из Медины встретились с пророком Мухаммедом, дали ему клятву верности и признали его главенство. Они обязались веровать в единого Бога (Аллаха), не воровать, не прелюбодействовать, не клеветать и не убивать своих детей. Это событие получило название «первой клятвы Акабы» или «присяга женщин».
Спустя год на паломничество приехало 500 мединцев, среди которых было 75 мусульман (73 мужчины и 2 женщины). Они тайно встретились с Пророком и поклялись защищать его, а также его приближенных используя оружие. Это событие получило название «второй клятвы Акабы» или «присяга войны». После этих событий началось переселение мусульман из Мекки в Медину (хиджра). 
Через несколько лет, по-видимому, оба договора фактически утратили силу в связи с установлением новых связей и обязательств, а также усилением ислама. Некоторые западные исламоведы считали, что в Акабе была только одна встреча, так как ат-Табари упомянул только первую — «присягу женщин». 
В настоящее время Акаба связана с обрядом бросания камешков (джамра) во время хаджа.